# Chuiwan

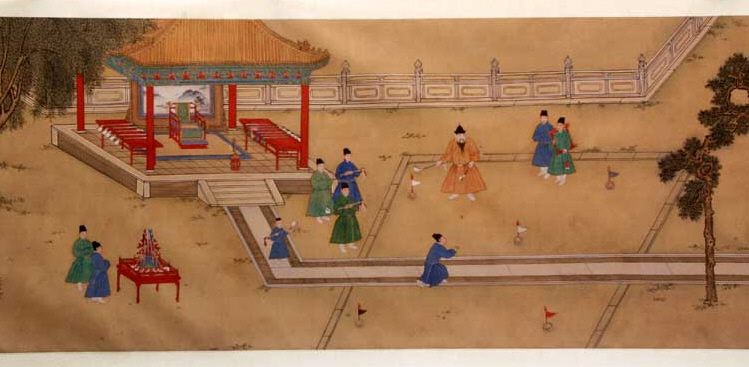
El emperador Xuande jugando al chuiwan con sus eunucos. Pintura anónima.

El Chuiwan (en chino, 捶丸; pinyin, Chuíwán; literalmente, ‘golpeo de pelota’) era un juego de China cuyas reglas se asemejan al golf actual.
El libro Dongxuan lu (東軒錄), escrito por Wei Tai (1050–1100), de la dinastía Song, describe cómo un oficial Tang enseña a su hija cómo cavar hoyos en el suelo y conducir una pelota dentro de ellos. El juego se hizo popular en la época Song. Otra obra llamada Wan jing (丸經 – literalmente "tratado sobre la pelota") de la dinastía Yuan estaba especialmente dedicado a este juego. Los últimos documentos sobre chuiwan en China son dos pinturas de la dinastía Ming del siglo XV. Hay una imagen a color en una pintura mural que aún se conserva en las paredes del Templo del Dios del Agua en Hongdong, Shaanxi. Un estudioso chino sugirió que el juego fue exportado a primero a Europa y luego a Escocia por los viajeros mongoles a finales de la Edad Media.